# アンピプテラ

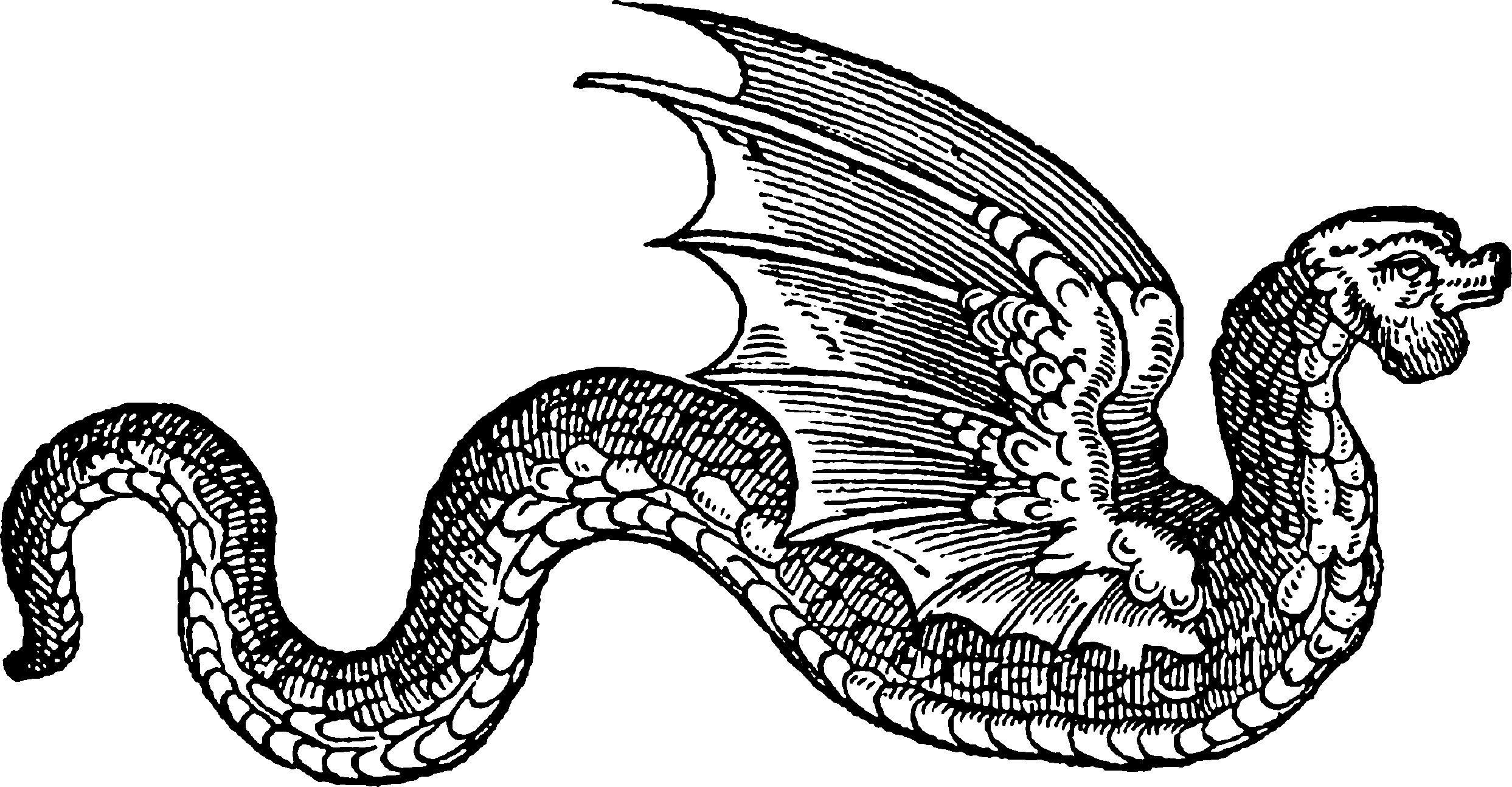
アンピプテラ

アンピプテラ(Amphiptere)は、主にイギリスで紋章に描かれた混成動物またはドラゴンである。

## 解説
アンピプテラは翼の生えた蛇として表現され、フランスのギーヴル（ヴイーヴル）に似ている。アンピテプラやヴイーブルといった怪物は、戦場で敵に脅威を与え威嚇する意味もあって紋章にしばしば描かれていた。